# Le Parisien
Le Parisien (en haar landelijk verspreide kopblad Aujourd'hui en France) is een Frans dagblad dat in Île-de-France uitgegeven wordt. De krant verscheen van 1944 tot 1986 onder de titel Le Parisien libéré. Het is qua oplage de grootste krant van Frankrijk. De krant is feitelijk een voortzetting van Le Petit Parisien, een dagblad dat tijdens de bevrijding van Parijs een verschijningsverbod kreeg opgelegd wegens collaboratie. De titel betekent: 'De Parijzenaar'.
De redactielokalen en drukkerij bevinden zich aan de RN14 in Saint-Ouen in het departement Seine-Saint-Denis. Le Parisien telt tien regionale edities (voor de acht departmenten in de regio Île-de-France alsook een voor het departement Oise, en twee edities voor Seine et Marne). De krant wordt weleens bekritiseerd voor het nogal zware accent op faits divers in de berichtgeving, en is van uitgesproken rechtse signatuur.